# 폴란드–리투아니아 전쟁
폴란드-리투아니아 전쟁은 제1차 세계 대전의 여파로 새로 독립한 리투아니아와 폴란드 사이에 벌어진 무선포 전쟁으로, 주로 빌뉴스와 수바우키 지역에서 전투가 발생했다. 이 전쟁은 리투아니아 독립 전쟁의 일부였으며 1919년 5월부터 1920년 11월 29일까지 지속되었다. 1920년 봄부터 이 분쟁은 더 넓은 소비에트-폴란드 전쟁과 함께 발생했으며 그 진행 상황에 영향을 받았다. 이 전쟁은 대사 회의와 국제연맹에서 실패한 국제 중재의 대상이 되었다.
제1차 세계 대전 이후, 이 지역의 군사적, 정치적 상황은 혼란스러웠다. 특히 리투아니아, 폴란드, 소비에트 러시아 등 여러 국가가 서로 겹치는 지역의 통제권을 놓고 경쟁했다. 폴란드-리투아니아 분쟁은 빌뉴스를 중심으로 전개되었다. 리투아니아 평의회는 빌뉴스를 재건된 리투아니아 국가의 수도로 선언했다. 빌뉴스의 통제권은 1919년 1월 2일에 독일군에서 폴란드군으로 넘어갔지만, 폴란드 준군사조직은 1월 5일에 볼셰비키에게 도시를 잃었다. 폴란드군은 1919년 4월 19일 빌뉴스를 다시 점령했으며, 리투아니아-소비에트 전쟁에서 싸우던 리투아니아군과 접촉했다. 빌뉴스를 둘러싼 적대감에도 불구하고 리투아니아와 폴란드군은 때때로 볼셰비키라는 공동의 적과 싸울 때 협력했다. 리투아니아-폴란드 관계가 악화되자 협상국은 추가 적대 행위를 막기 위해 두 개의 경계선을 그었다. 이 선들은 어느 쪽도 만족시키지 못했고 무시되었다. 폴란드와 리투아니아 병사들 간의 첫 충돌은 1919년 4월 26일과 5월 8일 비에비스 근처에서 발생했다. 1919년 8월 리투아니아 정부에 대한 폴란드 쿠데타가 실패하면서 1920년 여름까지 전선은 안정되었다.
1920년 7월, 폴란드군은 소비에트-폴란드 전쟁의 역전으로 인해 퇴각했고, 리투아니아군은 소비에트-리투아니아 평화 조약에 명시된 자국 영토를 확보하기 위해 퇴각하는 병력 뒤를 따랐다. 그러나 붉은 군대가 빌뉴스에 먼저 진입했다. 1920년 8월, 폴란드는 바르샤바 전투에서 승리하여 소비에트군을 퇴각시켰다. 폴란드군은 새로운 국경을 방어하는 리투아니아군의 저항에 부딪혔는데, 폴란드 정부는 이를 불법으로 간주했다. 그리하여 폴란드군은 세이니 전투 중에 리투아니아 통제 지역을 침공했다. 국제연맹의 압력으로 폴란드는 1920년 10월 7일 수바우키 협정을 체결했다. 이 협정으로 수바우키 지역은 폴란드 측에 남게 되었고, 빌뉴스를 측면 기동에 취약하게 만드는 새로운 불완전한 경계선이 그어졌다.
1920년 10월 8일, 폴란드 장군 루찬 젤리고프스키는 폴란드 국가수장 유제프 피우수트스키가 비밀리에 계획하고 승인한 젤리고프스키의 반란을 일으켰다. 젤리고프스키 부대는 수바우키 협정이 공식적으로 발효되기 하루 전 빌뉴스를 향해 진군하여 점령했다. 젤리고프스키는 빌뉴스를 수도로 하는 중앙리투아니아 공화국의 건국을 선포했다. 리투아니아의 임시 수도인 카우나스를 향한 그들의 추가 공세는 리투아니아군에 의해 저지되었고, 이로써 리투아니아는 독립을 지켜냈다. 1920년 11월 29일, 휴전이 체결되었다. 전반적으로 1919년 초부터 1920년 말까지 빌뉴스는 리투아니아인, 폴란드인, 볼셰비키 사이에서 무려 7번이나 통치권이 바뀌었다. 중앙리투아니아 공화국은 1922년 빌노 주로서 폴란드에 편입되었다. 국제연맹의 오랜 중재에도 불구하고 상황은 변하지 않았고 1923년에는 현상 유지가 받아들여졌다. 1923년 3월, 대사 회의는 휴전선을 사실상의 폴란드-리투아니아 국경으로 인정하고 빌뉴스를 폴란드에 할양했다. 그러나 헤이그의 국제사법재판소는 1931년 폴란드가 빌뉴스를 점령함으로써 국제법을 위반했다고 판결했다. 리투아니아는 전간기 내내 빌뉴스가 헌법상 수도라는 주장을 굽히지 않았고, 빌뉴스를 통제하는 폴란드와의 모든 외교 관계를 단절했다. 외교 관계는 1938년 3월 폴란드 최후통첩의 결과로만 복원되었다. 빌뉴스는 1939년 10월 28일 소비에트-리투아니아 상호원조 조약에 따라 수도를 잃은 지 20년 만에 리투아니아에 의해 되찾아졌다. 그러나 리투아니아 전체는 1년도 채 되지 않아 소비에트 최후통첩과 발트 3국 점령으로 독립을 잃었다.

## 배경

### 인구학적 상황
1897년 러시아 인구조사에 따르면, 분쟁 중인 빌뉴스 시의 언어 분포는 폴란드어 사용자가 30%, 유대인이 40%, 리투아니아어 사용자가 2%였다. 그러나 주변 시골 지역의 리투아니아어 사용자 비율은 폴란드어 사용자보다 몇 배 더 높았는데, 빌뉴스 현 (중심지인 빌뉴스 시를 제외할 경우)의 인구는 리투아니아어 사용자 35%, 폴란드어 사용자 12%였으며, 트라카이 현은 리투아니아어 사용자 59%, 폴란드어 사용자 11%였다. 1916년 독일 인구조사에 따르면 폴란드인은 모든 현지 민족 중 가장 많았으며 도시 인구의 53% 또는 53.67%를 차지했고, 빌뉴스 인구조사 지역 전체에서는 50%, 빌뉴스 인구조사 구역에서는 대다수를 차지했다.

### 군사적 발전

1919년 초 소련군에 대한 폴란드군(파란색 화살표), 리투아니아/독일군(짙은 보라색 화살표)의 진격. 파란색 선은 1920년 5월 폴란드 전선을 나타낸다.

1918년 11월 11일 휴전 협정 체결로 제1차 세계 대전은 끝났다. 11월 13일, 소비에트 러시아는 브레스트-리토프스크 조약을 파기하고 소비에트 서부 공세 (1918년-1919년)를 시작했다. 볼셰비키는 퇴각하는 독일 육군 (독일 제국) 병력을 뒤따르며 동쪽에서 리투아니아와 폴란드를 공격하여 그들의 독립을 막으려 했다. 그들은 세계혁명을 확산시키고, 이 지역에 소비에트 공화국을 세우고, 독일과 헝가리 혁명에 합류하려 했다. 소비에트 공세는 소비에트-폴란드 전쟁과 리투아니아-소비에트 전쟁을 포함한 일련의 지역 전쟁을 촉발시켰다.
1918년 말 빌뉴스에는 권한을 주장하는 4개의 집단이 존재했다. 도시를 떠날 준비를 하던 점령군인 동부상급지휘관 독일 정부, 막 리투아니아군을 창설하기 시작한 아우구스티나스 볼데마라스 휘하의 리투아니아 정부, 리투아니아와 벨라루스의 자위대 무장 부대가 지원하는 폴란드 위원회 및 폴란드 임시 리투아니아 국민 평의회, 그리고 붉은 군대를 기다리던 빌뉴스 노동자 대표 소비에트. 독일군은 접근하는 붉은 군대와 싸울 의도였던 폴란드 준군사 조직에 무기를 제공하기를 거부했다. 동부상급지휘관 사령부는 또한 폴란드 육군에게 빌뉴스로의 자유로운 통과를 허용해달라는 폴란드 요청을 거부했다. 폴란드 자위대는 12월 말에 공식적으로 폴란드군에 편입되었다. 1919년 1월 2일, 폴란드군은 퇴각하는 독일군으로부터 빌뉴스를 장악하고 도시의 볼셰비키 노동자 평의회와 전투를 벌였다(약 1,000개의 무기 노획). 그럼에도 불구하고 마지막 독일 병사들은 1월 4일에야 도시를 떠났다. 리투아니아 정부는 빌뉴스 방어를 조직하지 못했다. 폴란드와 리투아니아 정치 지도부 모두 침공하는 볼셰비키군에 저항할 능력이 없음을 깨달았다. 그래서 1월 2일, 리투아니아 평의회는 빌뉴스에서 카우나스로 철수했다. 약간의 전투 끝에 현지 폴란드군은 1월 5일에 빌뉴스를 볼셰비키에게 잃었다. 리투아니아인들은 붉은 군대의 공세가 카우나스에 도달하기 전에 독일군의 도움에 의존하여 막아냈다.
처음에는 소비에트군이 성공을 거두었지만, 1919년 2월 이에즈나스, 케다이냐이, 알리투스 전투에서의 실패로 중단되었다. 2월 5일, 폴란드는 독일군이 서벨라루스에서 철수하는 것을 규정하고 폴란드군이 동쪽으로 진군할 기회를 주는 협정을 독일과 체결했다. 1919년 2월 14일, 폴란드군은 바우카비스크 근처에서 볼셰비키군과 접촉했다. 1919년 4월 16일, 폴란드군은 리다에서 빌뉴스까지 광범위한 볼셰비키에 대한 공세를 시작했다. 1919년 4월 19일, 브와디스와프 벨리나-프라즈모프스키 휘하의 폴란드 기병대가 빌뉴스를 점령했다. 1919년 4월 22일, 유제프 피우수트스키는 리투아니아 대공국 주민들에게 선언문을 발표하여 이 지역의 운명이 민주적으로 결정될 것이라고 발표했다. 그는 또한 Jerzy Osmołowski를 수장으로 하는 동부 지역 민간 행정부를 설립했다. 폴란드 측의 중요한 전략적 성공은 1919년 4월 28일 독일군이 철수한 그로드나를 점령한 것이었다.
그 후 폴란드군은 서쪽과 북서쪽으로 더 진격했다. 이 상황은 리투아니아군에 의해 활용되었는데, 리투아니아군은 5월 3일 우크메르게에 진입하여 남쪽과 남서쪽으로 더 공세를 시작했다. 당시 폴란드-리투아니아 관계는 즉각적으로 적대적이지 않았다. 양국 군대는 여러 지점(메르키네, 비에비스, 시르빈토스)에서 만났고, 심지어 1919년 5월 11일 기에드라이차이 지역에서는 볼셰비키에 대항하여 협력하기도 했다.
처음에는 폴란드와 리투아니아 모두 소비에트에 대항하여 협력했지만, 곧 협력은 점증하는 적대감으로 변질되었다. 리투아니아는 소비에트-폴란드 전쟁에서 중립을 주장했다. 폴란드군이 리투아니아 영토로 더 깊숙이 진격하면서, 폴란드와 리투아니아 병사들 간의 첫 충돌은 1919년 4월 26일과 5월 8일 비에비스 근처에서 발생했다. 공식적인 전쟁 상태는 아니었고 사상자도 적었지만, 7월까지 신문들은 주로 메르키네와 시르빈토스 마을 주변에서 폴란드인과 리투아니아인 간의 충돌이 증가하고 있다고 보도했다. 1919년 5월 28일과 6월 11일 사이에 카우나스에서 직접 협상이 이루어졌으나, 양측이 타협에 실패하면서 결렬되었다. 리투아니아는 직접적인 군사적 충돌을 피하고 대사 회의에 중재를 요청했다.
수바우키 지역에서는 독일군의 지원을 받은 리투아니아군이 남쪽으로 진격하고 있었다. 이 지역 전체는 독일군의 통제하에 있었는데, 이들은 남부 지역에 폴란드 행정부를 조직하고 아우구스투프, 수바우키, 세이니 현에서 폴란드 하원 선거를 치를 수 있도록 허용했다. 그러나 동시에 북부 지역에서는 리투아니아 행정부의 구성을 허용했다. 리투아니아인들은 1918년 중반부터 세이니를 통제했고, 1919년 5월 8일 수바우키에 진입했다.

### 외교적 발전
제1차 세계 대전이 여전히 진행 중인 동안, 독일의 보호 아래 양측은 1918년 6월 30일 베를린에서 협정을 체결하며 외교 관계를 수립했다. 리투아니아는 아우구스티나스 볼데마라스와 콘스탄티나스 올샤우스카스가, 폴란드는 아담 로니키에르가 대표했다. 양측은 서로의 국가를 인정했다. 이 조약에서 리투아니아는 폴란드 소수민족의 권리를 보장했으며, 폴란드는 반리투아니아 선전을 자제하기로 약속했다. 볼데마라스는 나중에 로니키에르가 빌뉴스에 대한 폴란드의 주장을 포기했다고 주장했다. 그러나 알프레드 E. 센은 이 조약에서 국경 문제와 빌뉴스의 귀속 문제는 다루어지지 않았다고 썼으며, 프라나스 체페나스와 Wiktor Sukiennicki에 따르면 체결된 협정은 영토 문제에 대해 아무것도 언급하지 않았다. (Raimundas Lopata에 의해 전문이 공개된) 이 조약은 임시적인 성격이었으며 다음과 같이만 명시했다: "국경과 관련하여 공동 국경의 원칙이 수락되며, 이는 민족적, 역사적, 경제적 원칙에 따라 공동 합의로 결정될 것이다." 독일군이 철수한 후, 리투아니아 측은 폴란드가 독립 리투아니아와 빌뉴스를 수도로 인정해줄 것을 요구했지만, 폴란드 지도부는 이를 일관되게 거부했다.
폴란드 지도자 유제프 피우수트스키는 구 폴란드-리투아니아를 부활시키기를 희망했으며 (미엥지모제 연방 참조) 파리 강화 회의에서 일종의 폴란드-리투아니아 연합을 위해 캠페인을 벌였다. 반대파인 엔데차는 리투아니아가 폴란드에 합병되기를 원했고, 민족 경계 내에서 리투아니아인들에게 영토 자치권을 부여하는 것을 주장했다. 폴란드 또한 어떠한 영토 양보도 할 의사가 없었으며, 자신들의 행동을 소련에 대한 군사 작전의 일부일 뿐만 아니라 현지 폴란드인들의 자결권으로 정당화했다. 폴란드-리투아니아 간의 긴장으로 인해 연합국은 1922년까지 리투아니아를 외교적으로 승인하지 않았다.
리투아니아인들은 빌뉴스를 그들의 역사적 수도로 주장하며 폴란드와의 어떤 연방도 거부하고 독립적인 리투아니아 국가를 원했다. 그들은 폴란드의 연방주의를 폴란드 문화적, 정치적 지배의 재현으로 간주했다. 임시 수도로 지정된 카우나스의 리투아니아 정부는 빌뉴스에 대한 폴란드의 존재를 불법 점령으로 간주했다. 빌뉴스 지역 외에도 수바우키 지역도 분쟁 지역이었다. 이곳은 폴란드인과 리투아니아인이 혼재된 인구를 가지고 있었다.
당시 새로 독립한 폴란드와 리투아니아의 국제적 상황은 불균형했다. 영토와 인구 면에서 훨씬 큰 폴란드는 우드로 윌슨의 14개조 평화 원칙에서 13번째 항목으로 지정되었다. 폴란드는 협상국 모든 국가로부터 인정받았고, 파리 평화 회의에 공식적으로 초청되었으며, 국제연맹의 창립 회원국 중 하나가 되었다. 폴란드는 또한 프랑스와 긴밀한 동맹을 맺고 있었다.
리투아니아는 국제적 승인을 받지 못했다(1920년 7월 소비에트 러시아가 평화 조약의 일부로 처음으로 사실상 승인했다). 이는 협상국이 리투아니아를 포함한 러시아 제국의 이전 영토 내에서 러시아 제국을 부활시키기를 희망했기 때문이다. 리투아니아는 독일과 러시아에서 지원을 찾고 있었다. 파리에서 볼데마라스는 독립 폴란드에 반대하고 동부에서 폴란드의 영향력을 제한하며 폴란드-리투아니아 협정을 막는 데 관심이 있던 러시아 대표단과 접촉했다. 그러나 그들은 러시아에서 실질적인 권력이 없었고, 게다가 그들 스스로 리투아니아를 러시아의 일부로 간주했기 때문에 어떠한 합의도 이루어지지 않았다. 독일과의 접촉은 훨씬 더 성과가 좋았다. 독일은 프랑스가 독일에 동쪽으로 강력한 폴란드 동맹국을 원한다는 것을 깨달았다. 따라서 그들은 폴란드에 비우호적인 리투아니아의 건설을 지지했다. 양쪽으로부터 위협을 받은 리투아니아 정부는 군사적, 재정적 지원을 위해 독일에 의지했다. 1919년 초 독일군은 카우나스에 남아 있었고, 정부는 독일 대출로 지원받았다. 리투아니아의 군사 주둔은 또한 독일에 동프로이센에 대한 방어와 러시아 상황을 통제할 능력을 제공했다.
리투아니아 대표단은 파리 평화 회의에도 참석했으며, 그곳에서 아우구스티나스 볼데마라스는 독립 리투아니아와 그 국경의 인정을 받는 데 주력했다. 볼데마라스는 빌뉴스뿐만 아니라 수바우키와 비아위스토크를 포함하여 리투아니아에 125,000 제곱킬로미터를 요구했다. 그는 또한 폴란드가 분할주의적이며, 폴란드가 리투아니아 유대인에게 위협이 되는 반유대주의 국가라고 비난했다. 반면에 볼데마라스는 리투아니아 평의회가 독일의 꼭두각시이며, 리투아니아인들이 친볼셰비키적인 태도를 가지고 있다는 부정적인 선전과 싸웠다. 또는 리투아니아가 폴란드와의 연합 없이는 생존하기에는 너무 작고 약하다는 주장에 맞섰다. 베르사유 조약 87조에 따라 연합국 주요국은 폴란드의 동쪽 국경을 결정할 권리를 유보했다.
전쟁 상황과 양국 내 불안정한 정치 상황은 양국 정부 간의 접촉을 용이하게 하지 못했다. 리투아니아인들은 1919년 1월 초 리투아니아 영토 내 폴란드 군대의 주둔에 항의했지만, 이 정보는 빌뉴스가 이미 볼셰비키 수중에 있을 때 바르샤바에 도착했다. 폴란드인들은 2월 12일 자신들의 것이라고 생각하는 토지에 대한 리투아니아의 요구를 거부하는 것으로 응답했지만, 직접 외교 회담을 제안했다. 리투아니아 대표단은 폴란드군이 빌뉴스에 진입하기 하루 전인 4월 18일 바르샤바에 도착했다.
한편, 리투아니아 애국자이자 피우수트스키 휘하 폴란드 군단 참전 용사인 미할 피우스 뢰머는 연방을 리투아니아 정치인들에게 설득하기 위해 카우나스로 파견되었다. 그러나 그는 폴란드 문화를 이해하는 리투아니아인들 사이에서만 이해를 얻었다. 4월 17일, 리투아니아 정치인들은 연방 제안을 단호히 거부했다.
유르기스 샤울리스가 이끄는 리투아니아 대표단은 5월 13일과 23일에 이그나치 얀 파데레프스키 폴란드 총리와, 5월 21일에 유제프 피우수트스키 폴란드 국가원수와 회담을 가졌다. 빌뉴스를 점령하여 강해진 폴란드 측은 공동 외교 정책, 군대 지휘, 철도, 재정 및 우체국을 포함하는 연방 수립을 주장하며, 리투아니아에 유리한 국경을 설정해 주겠다고 약속했다. 반면 리투아니아 측은 빌뉴스를 수도로 하는 독립 리투아니아의 인정을 요구했다. 협상은 결렬되었고, 유일한 성과는 Antanas Kasakaitis가 이끄는 리투아니아 영사관이 바르샤바에 설립된 것이었다.

## 1919년 5월–9월: 고조되는 긴장

### 경계선
대사 회의는 1919년 6월 18일 첫 번째 경계선을 그었다. 그로드노-빌뉴스-다우가프필스 철도 서쪽으로 약 5km 떨어져 그어진 이 선은 민족 구성보다는 현장 군사 상황에 기반을 두었다. 폴란드인과 리투아니아인 모두 이 선에 만족하지 못했다. 폴란드 외무부는 폴란드군이 최대 35km 후퇴해야 한다는 이유로 이 선을 거부했다. 이 선은 또한 아우구스투프를 제외한 수바우키 지역 전체를 리투아니아 측에 남겨두었다. 리투아니아인들은 빌뉴스와 그로드노가 폴란드 통제하에 남겨진 것에 항의했다. 독일 자원병들이 리투아니아에서 떠나고 리투아니아군이 북부 리투아니아에서 소비에트군과의 전투에 몰두하는 동안, 폴란드는 경계선을 무시하고 100km 폭의 전선에서 동쪽으로 20–30km 더 깊숙이 병력을 이동시켰다.
7월 18일, 페르디낭 포슈는 포슈선으로 알려진 두 번째 경계선을 제안했다. 이 선은 7월 26일에 협상국에 의해 승인되었다. 리투아니아인들은 8월 3일에야 새로운 선에 대해 통보받았다. 폴란드에 유리한 두 가지 주요 수정이 이루어졌다. 수바우키 지역은 폴란드에 할당되었고, 전체 선은 서쪽으로 약 7km 이동했다. 다시 한번, 폴란드인과 리투아니아인 모두 빌뉴스 및 수바우키 지역에서 각각 군대를 철수해야 한다는 이유로 이 선에 항의했다. 수바우키 지역에서 아직 철수하지 않은 독일 행정부도 포슈선에 반대했다. 새로운 선은 즉시 적대 행위를 멈추지 못했다. 7월 29일과 8월 2일에 몇 차례 폴란드 공격이 있은 후 전선은 안정되었다.

### 세이니 봉기
리투아니아인들은 1919년 8월 7일 수바우키에서 퇴각했다. 그러나 그들은 민족적으로 혼합된 세이니에 멈춰섰고 차르나 한차강 – 위그리 호수에 선을 형성했다. 그들은 영구적으로 머물 의도를 보였고, 이는 지역 폴란드인들 사이에 우려를 불러일으켰다. 8월 12일, 그들은 수바우키에서 폴란드 합병을 요구하는 집회를 조직했다. 리투아니아인들은 또한 8월 17일 카우나스에서 포슈 선에 항의하는 집회를 열었고, 비슷한 집회가 나중에 세이니에서도 열렸는데, 그곳에는 미콜라스 슬레제비치우스 총리가 도착했다.
폴란드 군사 기구 (PMO) 세이니 지부는 독일군이 도시를 떠난 직후인 1919년 8월 22일에서 23일 밤으로 예정된 봉기를 준비하기 시작했다. 900명에서 1,200명의 게릴라들이 PMO 부대에 합류했다. 8월 23일, 폴란드인들은 세이니를 점령하고 포슈 선의 리투아니아 측 마을인 라즈디야이와 캅치아미에스티스를 공격했다. 반군들은 심나스까지 진격할 계획이었다. 리투아니아인들은 8월 25일 세이니를 몇 시간 동안 재점령했다. 8월 26일, 정규 폴란드군 – 41st Infantry Regiment (Poland) – 이 PMO 자원병들에 합류했다. 9월 5일, 리투아니아인들은 9월 7일까지 포슈 선 뒤로 철수하는 데 동의했다. 폴란드는 세이니를 확보하고 리투아니아 문화 생활을 탄압했다. 세이니 성직자 신학교는 추방되었고, 리투아니아 학교와 문화 단체는 폐쇄되었다. 봉기 이후 폴란드인에 대한 불신은 리투아니아 정보국이 리투아니아 내 폴란드 활동에 대한 조사를 강화하게 만들었다. 이는 카우나스에서 리투아니아 정부를 전복시키려던 계획된 쿠데타를 탐지하고 예방하는 데 도움이 되었다.

### 폴란드 쿠데타 시도
1919년 7월 중순 어느 시점부터, 빌뉴스의 PMO 부대는 리투아니아 정부를 친폴란드 내각으로 교체하고 폴란드와의 연합(제안된 미엥지모제 연방)에 동의하는 쿠데타를 계획하기 시작했다. 폴란드 지도자 유제프 피우수트스키는 리투아니아에 쿠데타를 실행할 만큼 충분한 폴란드 동조자들이 있다고 믿었다. 8월 3일, 레온 바실레프스키와 타데우시 카스프시츠키가 이끄는 폴란드 외교 사절단은 카우나스에서 두 가지 목적을 가졌다. 분쟁 지역에서 국민투표를 제안하고 쿠데타 준비를 평가하는 것이었다. 8월 6일, 리투아니아 정부는 분쟁 지역이 민족지적 리투아니아를 구성한다는 이유로 국민투표 제안을 거부했다. 리투아니아 역사가 카지스 알리샤우스카스에 따르면, PMO는 카우나스에서 도시 동쪽 40–50km 떨어진 곳에 주둔한 정규 폴란드군이 도착할 때까지 몇 시간 동안 점령하고 있을 계획이었다. 피우수트스키와 그의 측근들은 리투아니아를 통치하던 타리바가 실제 대중의 지지가 없으며 단지 독일의 창조물이라고 진심으로 확신했다. 이러한 확신은 리투아니아 내부의 분쟁, 주로 리투아니아 이민 지도자 유오자스 가브리스와 민주적 정통성이 부족했던 새로 선출된 스메토나 대통령 간의 분쟁으로 더욱 강화되었다. 이 확신은 리투아니아에 독일군이 끊임없이 주둔하는 것으로 더욱 확고해졌다. 1919년 7월 11일 카우나스에서 독일군이 철수하면서 군사 행동을 위한 조건이 조성되었다. 폴란드 신문들은 리투아니아 평의회가 단순한 독일의 꼭두각시라고 주장하는 선전 캠페인을 벌였다.
이것은 일부 리투아니아 정치인, 특히 앞에서 언급한 가브리스, 국방부 직원 유르기스 아욱슈투올라이티스, 심지어 리투아니아군 사령관 실베스트라스 주카우스카스의 지지를 얻는 데 성공했다. 그러나 이는 그다지 많지 않았고, 카우나스 폴란드인들의 지지를 얻는 데 더 큰 성공을 거두었다. 쿠데타는 당초 8월 27일에서 28일 밤으로 예정되었으나 9월 1일로 연기되었다. 리투아니아에서 폴란드인에 대한 반감을 강화시킨 세이니 봉기의 발발은 쿠데타의 성공을 더욱 방해했다.
쿠데타 시작의 연기는 치명적인 실수로 판명되었다. 일부 PMO 부대가 이에 대한 정보를 받지 못하고 원래 날짜에 작전을 시작하여 카우나스와 다른 지역 간의 전보 연결을 방해했기 때문이다. 리투아니아 정보국은 쿠데타를 발견했지만 PMO 회원 명단은 가지고 있지 않았다. 리투아니아 당국은 리투아니아군 장교 23명을 포함하여 약 200명의 폴란드 활동가들을 대량 체포하기 시작했다. 카우나스는 계엄령이 선포되었다. 폴란드 언론은 "폴란드인이라는 것 외에 아무런 혐의도 돌릴 수 없는" 폴란드 활동가들의 대량 체포를 독일 지배하의 리투아니아 정부의 체계적인 반폴란드 정책의 증거로 보았다. 9월 9일, 중요한 철도 교차점인 카이시아도리스에서 또 다른 체포 물결이 있었는데, 약 100명이 체포되었다. PMO는 체포로 인해 거의 영향을 받지 않았고 9월 말에 또 다른 쿠데타 시도를 계획했다. 그러나 리투아니아인들은 PMO 회원 369명과 PMO에 동조하는 리투아니아인 122명을 포함한 PMO 전체 회원 명단을 확보하여 리투아니아에서 조직을 해체했다. 체포 물결은 명단 외의 인물들도 포함했으며, 리투아니아 경찰은 이를 폴란드 활동가들을 체포하는 구실로 사용했고, 심지어 살인 사건도 있었다.

## 1919년 9월 – 1920년 6월: 소규모 충돌

### 군사적 발전
카우나스에서의 쿠데타 실패 이후, 수많은 작은 국경 충돌이 발생했다. 9월 17일과 18일, 리투아니아군은 무스닌카이와 시르빈토스를 공격하고 점령했지만, 곧 그곳에서 쫓겨났다. 1919년 9월 19일, 폴란드군은 겔보나이를 공격하고 우크메르게 쪽으로 침범했다. 여러 차례 베프리아이 근처의 슈벤토이강에 놓인 전략적으로 중요한 다리를 놓고 싸움이 벌어졌다. 10월에 리투아니아 주력군이 북서부 리투아니아의 베르몬트족에 대항하여 배치되었을 때, 공격은 강화되었다. 폴란드인들은 10월 5일에 살라카스를 점령했고 10월 12일에는 캅치아미에스티스를 공격했다. 폴란드군이 소비에트군과 교전 중일 때 독일군이 1920년 1월 11일에 알란타를 공격했고, 1월 14일에는 스타클리슈케스를 공격했다. 전선은 안정되었지만, 국경 수비대와 지역 주민들에 대한 괴롭힘은 1920년 초 내내 계속되었다.
1920년 3월, 칼쿠니와 투르만타스의 철도역을 따라 전투가 벌어졌다. 상황은 영국과 프랑스 감시단에 의해 조사되었고 협상국에 보고되었다. 상황은 1920년 늦봄에야 다소 개선되었는데, 당시 대부분의 폴란드군이 소비에트-폴란드 전쟁 중 우크라이나에 배치되었기 때문이다.
당시 리투아니아는 심각한 예산 위기에 직면했다. 1919년 수입은 7천2백만 마르크였으나 지출은 1억9천만 독일 마르크에 달했다. 정부가 재정 지원과 대출을 얻기 위해 고군분투하는 동안, 군대는 대규모 감축을 겪었다. 40,000명으로 군대를 늘리는 대신, 리투아니아는 약 25,000명으로 감축해야 했다.

### 외교적 발전
실패한 쿠데타 이후, 레온 바실레프스키는 카우나스를 떠나 빌뉴스에 정착했다. 그곳에서 그는 9월 15일과 24일 두 차례 리투아니아 외무장관 아우구스티안 볼데마라스를 만났다. 회담은 양자 관계와 국민투표 가능성에 관한 것이었으며, 구체적인 합의 없이 끝났다. 바실레프스키는 이후 수감에서 풀려난 리투아니아 활동가 유제프 알빈 헤르바체프스키, 안타나스 비스칸타스 신부, 유르기스 아욱슈투올라이티스 등을 동원한 선전 활동을 시작했으며, 이를 위해 이중 언어 또는 리투아니아어 신문을 발행했다.
한편, 발트해 국가들에서 영국이 영향력을 확대하고 있었는데, 주로 독일과 프랑스의 영향력을 제한하는 데 관심이 있었다. 리처드 배링턴 워드가 이끄는 영국 군사 사절단이 카우나스에 설립되었다. 1919년 9월 19일, 프랭크 퍼시 크로지어 장군은 21명의 다른 영국 장교들과 함께 새로 설립된 리투아니아군에 총참모부 고문으로 합류했다. 1919년 9월 25일, 영국은 리투아니아 국가를 사실상 승인했다. 영국은 또한 군사 장비를 제공했다.
라트비아는 파벨 베르몬트-아발로프의 독일-러시아군에 맞서 싸웠다. 라트비아는 폴란드의 지원을 받았다. 전투는 1919년 10월 리투아니아로 확산되었다. 폴란드는 도움을 제안했지만, 리투아니아인들은 자국 영토를 통한 통과를 거부했다. 폴란드의 공격을 우려한 리투아니아는 베르몬트족과 합의에 도달하여 10월 30일 타우라게-샤울랴이 경계선을 설정하는 휴전 협정을 체결했다. 라트비아군이 전선을 돌파한 후, 리투아니아군도 반격에 합류했다. 나중에 전투는 독일군의 철수를 방해하지 않기 위해 협상국 대표의 개입으로 중단되었다. 12월 15일까지 모든 독일군이 리투아니아에서 완전히 철수했다. 동시에 독일 정부 전권대사 Ludwig Zimmerle는 카우나스를 떠나야 했다. 12월 30일, 폴란드-라트비아 동맹이 체결되었고, 이로 인해 다우가프필스 해방을 위한 공동 투쟁이 벌어져 1920년 1월 5일 성공을 거두었다. 리투아니아군은 도시로 조기 진입을 시도했지만 실패했다.
1920년 4월, 리투아니아는 빌뉴스, 리다, 흐로드나, 비아위스토크 등 리투아니아 행정부 외부 도시들을 포함한 지역구에서 첫 의회 선거를 치렀다. 폴란드 소수민족은 선거 운동 기회가 제한적이었고, 유일한 폴란드 신문은 폐쇄되었으며, 그 결과 폴란드인들은 단 3석의 의석만을 얻었다. 카지스 그리뉴스가 새로운 총리가 되었다. 1920년 5월 11일, 프랑스는 리투아니아를 사실상 인정했다. 그리고 1920년 5월 7일, 리투아니아는 소비에트 러시아와의 평화 회담을 시작했다.

## 1920년 7월: 소비에트 진격과 폴란드 후퇴

### 외교적 발전

1920년 6월~8월 폴란드군에 대한 소비에트군(붉은색 화살표)의 진격

1920년 4월 25일, 폴란드군과 우크라이나 인민군 잔당은 동맹 조약에 따라 대규모 키예프 공세를 시작했다. 초기에 성공적이었던 폴란드군은 1920년 6월 초 러시아의 반격 이후 퇴각하기 시작했다. 곧 소비에트군이 폴란드 국경에 도달하고 이를 넘어서면서 폴란드의 독립을 위협하기 시작했다. 7월 9일, 브와디스와프 그랍스키 폴란드 총리는 스파 회담에서 연합국에 소비에트와의 전쟁에 대한 군사 지원을 요청했다. 회담은 폴란드군이 커즌선 뒤로 철수하고, 소비에트군이 그 선 동쪽 50km 지점에서 멈추고, 리투아니아군이 빌뉴스를 장악하며, 다른 모든 분쟁은 런던 협상을 통해 해결될 것을 제안했다. 그랍스키는 빌뉴스의 이전을 반대했지만, 데이비드 로이드 조지 영국 총리의 압력으로 7월 10일 결의안에 동의했다.
동시에 소비에트와 리투아니아는 1920년 7월 12일 체결된 소비에트-리투아니아 평화 조약을 협상했다. 러시아는 리투아니아의 독립을 인정하고 모든 영토 주장을 철회했다. 이 조약은 리투아니아의 동쪽 국경을 그렸으며, 리투아니아인들은 제2차 세계 대전까지 이를 사실상의 국경으로 계속 주장했다. 브라스라우 (브레슬라우야), 흐로드나 (가르디나스), 리다 (리다), 빌뉴스를 포함한 빌뉴스 지역은 리투아니아에 귀속되는 것으로 인정되었다. 8월 6일, 길고 열띤 협상 끝에 리투아니아와 소비에트 러시아는 승인된 리투아니아 영토에서 러시아군이 철수하는 것에 관한 협약을 체결했다. 그러나 병력은 붉은 군대가 폴란드에서 큰 패배를 겪은 후에야 퇴각하기 시작했다.

### 영토 변화
볼셰비키군은 1920년 7월 7일 리투아니아 영토에 도달하여 폴란드군을 계속 밀어붙였다. 리투아니아군은 퇴각하는 폴란드군이 버린 영토를 확보하기 위해 이동했으며, 7월 7일 투르만타스, 7월 9일 타우라그나이와 알란타, 7월 10일 시르빈토스와 무스닌카이, 7월 11일 케르나베, 몰레타이, 기에드라이차이에 도달했다. 7월 13일 마이시아갈라와 파브라데에 도착했다. 7월 13일, 폴란드 사령부는 스파 회담 결의에 따라 빌뉴스를 리투아니아인에게 이양하기로 결정했다. 리투아니아군이 진입했지만, 그들의 기차는 카지미에리슈케스 근처에서 폴란드 병사들에 의해 저지되었다. 폴란드 병사들은 리투아니아군이 통과하도록 허용하라는 명령을 받지 못했다. 이 지연으로 인해 볼셰비키가 7월 14일 빌뉴스에 먼저 진입하게 되었다. 첫 리투아니아군이 7월 15일에 도시에 진입했을 때, 이미 소비에트군에 의해 확보된 상태였다. 폴란드는 폴란드군이 반격할 때 훨씬 적은 합병증을 유발할 것이기 때문에 도시에 러시아군이 있기를 원했다. 평화 조약에도 불구하고, 소비에트군은 도시를 리투아니아인에게 넘겨줄 의도가 없었다. 실제로 소비에트군이 리투아니아 SSR을 재건하기 위해 리투아니아 정부에 대한 쿠데타를 계획하고 있다는 징후가 있었다.
빌뉴스에서의 차질에도 불구하고 리투아니아인들은 수바우키 지역의 영토를 계속 확보했다. 그들은 7월 17일 드루스키닝카이, 7월 19일 비슈티티스, 푼스크, 기비, 세이니, 7월 29일 수바우키, 8월 8일 아우구스투프를 점령했다. 폴란드 부대는 포위되어 주력 폴란드군으로부터 차단될 것을 우려하여 웜자 쪽으로 퇴각했다. 리투아니아 당국은 회복된 지역에서 자체 조직을 시작했다.

### 리투아니아의 중립
폴란드는 리투아니아가 소비에트-폴란드 전쟁에서 중립 주장을 위반했으며 사실상 소비에트의 동맹국이 되었다고 주장했다. 소비에트-리투아니아 평화 조약의 비밀 조항은 소비에트-폴란드 적대 행위가 지속되는 동안 소비에트군이 소비에트가 인정한 리투아니아 영토 내에서 무제한으로 이동할 수 있도록 허용했다. 이 조항은 실용적인 문제였다. 소비에트군은 이미 할당된 영토의 대부분을 점령하고 있었고, 폴란드와의 적대 행위가 계속되는 동안에는 철수할 수 없었다. 리투아니아인들도 단순히 소비에트군에 저항할 수 없었다. 예를 들어, 리투아니아인들이 도로 사용 허가를 거부했을 때, 소비에트군은 리투아니아의 항의를 무시하고 병력과 장비를 이동시켰다. 동시에 폴란드 병사들은 무장 해제되고 억류되었다. 가장 큰 집단인 파슬라프스키 대령 휘하의 여단은 1920년 7월 18일 크루오니스 근처에서 억류되었다. 8월 10일, 리투아니아인들은 폴란드 장교 103명과 사병 3,520명을 억류했다. 폴란드는 또한 리투아니아군이 붉은 군대의 군사 작전에 적극적으로 참여했다고 주장했다. 소련 관료의 회고록에 근거한 이 혐의는 증거가 부족하다. 수바우키 지역에서 폴란드군과 리투아니아군 간의 추가적인 군사적 충돌은 "리투아니아 정부가 소비에트 정부의 도구가 되었다"는 폴란드의 해석을 낳았다. 리투아니아는 국경을 방어하고 있었다고 응답했다.

## 1920년 8월–10월: 수바우키 지역을 둘러싼 분쟁

### 폴란드의 진격과 소비에트의 후퇴

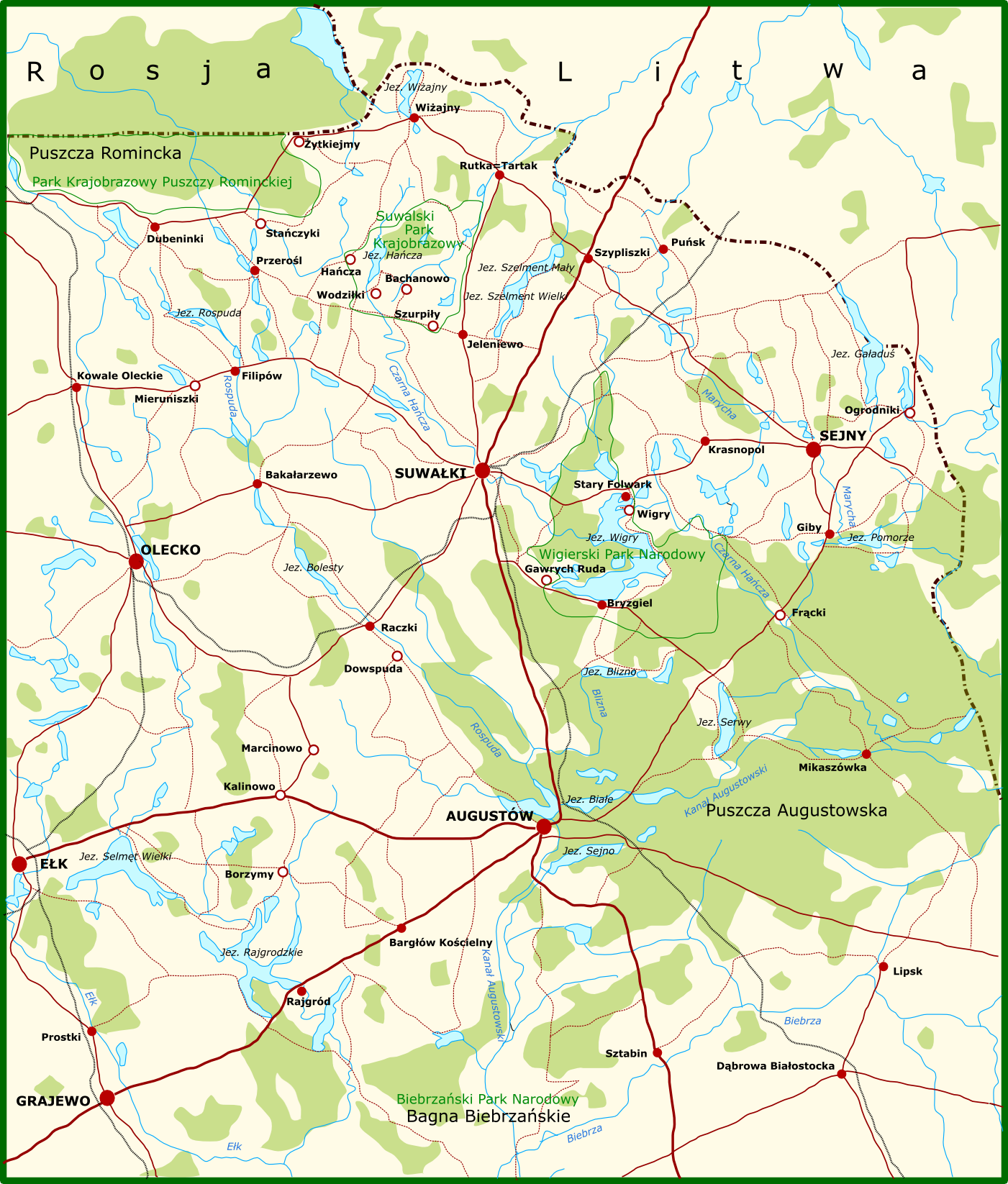
수바우키 지역 지도. 울창한 숲과 호수가 많아 군사 작전이 복잡했다.

러시아인들은 1920년 8월 중순 바르샤바 전투에서 큰 패배를 겪고 철수하기 시작했다. 그들은 8월 26일 빌뉴스를 리투아니아인들에게 넘겨주었다. 리투아니아인들은 소비에트-리투아니아 평화 조약에 따라 결정된 국경을 확보하기 위해 서둘러 준비를 마쳤다. 병사들은 중립을 유지하도록 명령받았다. 즉, 적대 행위를 피하고 국경을 넘는 소비에트 또는 폴란드 군대를 억류하도록 했다. 8월 26일, 미에치스와프 마치키에비치 대령이 이끄는 폴란드 대표단이 카우나스에 도착하여 상황을 협상했다. 정치적 문제를 논의할 권한이 없던 폴란드인들은 군사적 측면에 관심을 가졌다. 그들은 리투아니아 영토를 통해 폴란드 병력을 수송할 허가를 요청했고, 상트페테르부르크-바르샤바 철도의 일부에 대한 접근을 원했으며, 리투아니아군이 수바우키 지역에서 커즌선 뒤로 철수할 것을 요구했다. 리투아니아인들은 전쟁 후에도 존중될 명확한 폴란드-리투아니아 국경 없이는 군사적 문제를 논의하기를 거부했다. 이러한 근본적인 의견 불일치와 폴란드의 공격으로 인해 협상은 8월 30일에 결렬되었다.
수바우키 지역은 폴란드-소비에트 전쟁에서 전략적으로 중요했다. 에드바르트 리츠시미그위의 명령에 따라 폴란드군은 8월 28일 기습 공격으로 리투아니아로부터 아우구스투프를 점령했다. 혼란에 빠진 리투아니아인들은 8월 30일과 31일 수바우키와 세이니에서 퇴각했다. 리투아니아인들은 재편성하여 병력을 집결시키고 (7,000명의 병력을 가진 11개 대대), 9월 2일 잃어버린 영토를 되찾기 위한 반격을 조직했다. 목표는 아우구스투프–립스크–그라보보–그로드노 선을 점령하고 확보하는 것이었다. 리투아니아인들은 세이니와 립스크를 재점령하는 데 성공했고 9월 4일까지 아우구스투프 외곽에 도달했다. 9월 5일, 폴란드인들은 반격하여 리투아니아인들을 후퇴시켰다. 9월 9일, 폴란드군은 세이니를 재점령했지만, 리투아니아인들은 밀어붙여 9월 13일과 14일 세이니와 기비를 되찾았다. 직접 협상이 진행되는 동안 양측의 적대 행위는 중단되었다.

### 직접 협상 및 국제연맹

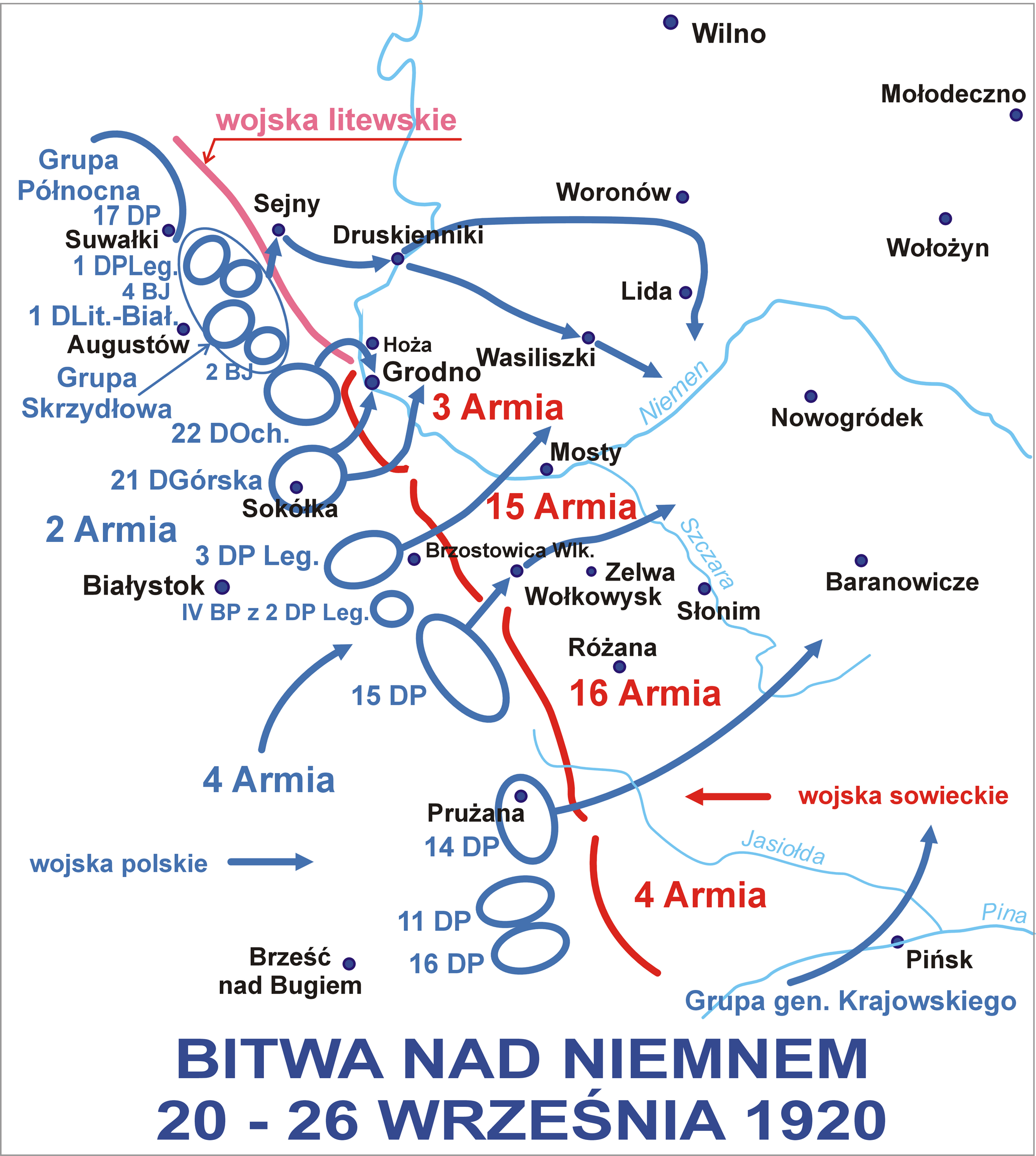
네만강 전투 지도: 폴란드군이 리투아니아 전선(분홍색)을 통해 소비에트군 후방으로 기동하는 모습

9월 6일, 유오자스 푸리키스 리투아니아 외무장관은 마리얌폴레에서 직접 협상을 제안했다. 9월 8일, 네만강 전투 계획 회의에서 폴란드인들은 그로드노에 주둔한 소비에트군 후방으로 리투아니아 점령지를 통해 기동하기로 결정했다. 계획된 공격을 숨기기 위해 폴란드 외교관들은 협상 제안을 수락했다. 협상은 9월 16일 칼바리야에서 시작되었지만, 이틀 만에 결렬되었다.
1920년 9월 5일, 에우스타히 사피에하 폴란드 외무장관은 리투아니아가 중립을 위반했다고 주장하며 국제연맹에 폴란드-리투아니아 전쟁 개입을 요청하는 외교 문서를 전달했다. 국제연맹은 중재에 동의했고 9월 16일 회의를 시작했다. 9월 20일 채택된 결의안은 양국에 적대 행위를 중단하고 커즌선을 준수할 것을 촉구했다. 폴란드에는 소비에트 러시아도 동일하게 행동할 경우 리투아니아의 중립을 존중해달라고 요청했다. 또한, 결의안 이행을 감독하기 위해 특별 통제 위원회가 분쟁 지역에 파견될 예정이었다. 국제연맹이 무력 충돌을 예방하는 좁은 목표만을 가지고 있었고 근본적인 영토 분쟁을 해결할 의도는 없다는 것이 분명했다. 리투아니아 정부는 결의안을 수락했지만, 폴란드는 소비에트에 대한 공격 준비에서 완전한 행동의 자유를 유보했다.

### 네만강 전투
1920년 9월 22일, 폴란드는 수바우키 지역에서 리투아니아 부대를 광범위한 전선에서 공격했다. 4~5배나 많은 폴란드군에 압도당한 약 1,700명–2,000명의 리투아니아 병사들이 항복하고 포로로 잡혔다.
폴란드군은 9월 8일 계획된 대로 드루스키닝카이와 메르키네 근처 네만강을 건너 그로드노와 리다 근처에 주둔한 소비에트군의 후방으로 진격했다. 붉은 군대는 서둘러 퇴각했다. 리투아니아인들은 그러한 공격이 발생할 수 있다는 제한적인 정보 경고를 받았지만, 부적절한 방어 전략을 선택하고 네만강을 가로지르는 교량을 보호할 충분한 병력 없이 전체 폴란드-리투아니아 전선에 병력을 너무 얇게 분산시켰다. 국제연맹이 적대 행위 중단 결의를 발표한 지 불과 이틀 만에 발생한 이 공격은 폴란드에 분쟁을 평화적으로 해결하라는 더 큰 압력을 가했다.
9월 26일, 폴란드인들은 그로드노를 점령했고 폴란드 외무장관은 수바우키에서 새로운 협상을 제안했다. 네만강 전투는 세력 균형을 극적으로 변화시켰다. 8월 26일부터 리투아니아 수중에 있던 빌뉴스는 이제 폴란드 공격에 노출되었다. 실제로 폴란드인들은 이미 도시를 점령하기로 결정했고, 수바우키 협상을 이용하여 준비에 필요한 시간을 벌고 지연시켰다. 리투아니아 측은 빌뉴스에 대한 리투아니아의 주장을 폴란드가 인정하는 대가로 수바우키 지역을 포기할 준비가 되어 있었다.

### 수바우키 협정

폴란드와 리투아니아 간의 선택된 경계선. 수바우키 협정에 의해 그어진 선은 노란색; 최종 전간기 국경은 빨간색.

대령 미에치스와프 마치키에비치가 이끄는 폴란드 대표단과 육군 소장 막시마스 카체가 이끄는 리투아니아 대표단 간의 협상은 1920년 9월 29일 저녁에 시작되었다. 양측은 휴전에 동의했지만, 이는 네만강 서쪽(수바우키 지역)에만 해당되었다. 강 동쪽에서의 전투는 마르친코니스, 제르비노스, 페를로야, 에이시슈케스 주변에서 계속되었다. 외교적, 군사적으로 주요 쟁점은 상트페테르부르크-바르샤바 철도상의 바레나 (오라니) 기차역이었다. 리투아니아 주력군은 여전히 수바우키 지역에 집중되어 있었고, 철도 없이 빌뉴스를 보호하기 위해 병력을 재배치하는 것은 극도로 어려울 것이었다. 네만강 동쪽의 전투는 10월 6일에 폴란드군이 이미 바레나 기차역을 점령했을 때에야 중단되었다.
경계선에 대한 협상은 어려웠다. 본질적으로 리투아니아인들은 빌뉴스를 더 잘 보호하기 위해 더 긴 경계선을 원했다. 폴란드인들은 빌뉴스에 대한 계획된 공격을 위한 작전 공간을 제공하기 위해 짧은 선에만 동의했다. 폴란드 대표단은 또한 빌뉴스 공격을 위한 필요한 준비 시간을 벌기 위해 시간을 끌고 있었다. 빌뉴스는 논의 주제가 아니었지만, 모든 사람의 마음에 있었다. 10월 4일, 9월 20일 결의안에 따라 국제연맹이 파견한 통제 위원회가 수바우키에 도착했다. 프랑스 대령 피에르 샤르디니가 이끄는 위원회는 협상을 활성화시켰다. 10월 7일 자정, 최종 합의가 체결되었다. 이 조약은 빌뉴스나 빌뉴스 지역에 대해 단 한 번도 언급하지 않았다. 휴전은 수바우키 지역을 가로질러 Bastuny의 기차역까지 이어지는 경계선을 따라만 유효했다. 따라서 이 선은 불완전하여 빌뉴스 지역을 보호하지 못했지만, 리투아니아 측에 남겨질 것임을 나타냈다.

## 1920년 10월–11월: 빌뉴스 지역을 둘러싼 분쟁

### 젤리고프스키의 반란

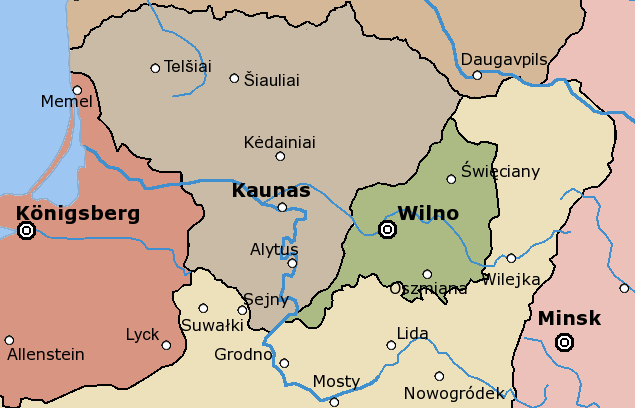
중앙리투아니아 공화국 지도(녹색)

폴란드 국가원수 유제프 피우수트스키는 부하인 루찬 젤리고프스키 장군에게 리다에서 자신의 제1리투아니아-벨라루스 사단 (병사 14,000명의 16개 대대)으로 반란을 일으키고 기정 사실로 빌뉴스를 점령하라고 명령했다. 반란에는 두 가지 주요 목표가 있었다. 빌뉴스를 점령하고 폴란드의 국제적 명성을 보존하는 것이었다. 국제연맹은 단치히 자유시와 실레시아를 둘러싼 폴란드의 다른 분쟁을 중재하고 있었고, 리투아니아에 대한 직접적인 침략은 폴란드의 협상 위치를 방해할 수 있었다. 폴란드 측은 공식적으로 젤리고프스키를 탈영병으로 간주하고 그를 지원하지 않았지만, 폴란드는 그의 부대에 탄약과 식량 배급을 포함한 물류 지원을 제공했다. 젤리고프스키는 또한 공식 버전에 따르면 반란이 폴란드군 전체로 확산되면서 증원군을 받았다. 그의 초기 공격은 양쪽에서 두 개의 폴란드군에 의해 확보되었다.
9월 중순부터 계획된 젤리고프스키의 반란은 수바우키 협정 체결 불과 몇 시간 후인 1920년 10월 8일 새벽에 시작되었다. 소비에트-폴란드 전쟁에서 잠정적인 합의가 이루어졌고, 이는 리투아니아 공격을 위한 폴란드 부대를 해방시켰다. 속임수의 일환으로 젤리고프스키는 폴란드 사령부에 자신의 반란을 알리고 수바우키 협정에 대한 실망을 표명하는 메모를 썼다. 그는 자신의 부대가 현지 폴란드 인구의 자결권을 수호하기 위해 진군했다고 주장했다.

### 빌뉴스 점령 및 기타 군사 공격
리투아니아인들은 공격에 대비하지 못했다. 그들은 메르키스강을 따라 야시우나이와 Rūdninkai 근처에 주둔한 두 개의 대대만 가지고 있었고, 도시를 폴란드로부터 보호하고 있었다. 그들의 주력군은 여전히 수바우키 지역과 드루스키닝카이 및 바레나 서쪽에 있었다. 철도 없이 리투아니아 부대는 빌뉴스를 보호하기 위해 쉽게 재배치될 수 없었다. 젤리고프스키가 빌뉴스에서 멈추지 않을 것이 분명해지자, 10월 6일 막 취임한 리투아니아군 사령관 실베스트라스 주카우스카스는 10월 8일 오후 도시를 대피시키라고 명령했다. 그들은 도시 행정을 협상국 관리 콘스탄틴 레불에게 맡겼다. 첫 폴란드 부대는 10월 9일 오후 2시 15분경 도시에 진입했고, 젤리고프스키는 같은 날 저녁 빌뉴스에 진입했다. 그는 레불의 권한을 인정하지 않았고 협상국 관리들은 항의하며 도시를 떠났다. 10월 12일, 젤리고프스키는 빌뉴스를 수도로 하는 중앙리투아니아 공화국의 독립을 선포했다. 이 이름은 역사적인 리투아니아에 대한 피우수트스키의 비전과 일치했다. 이 비전은 리투아니아인 거주 서리투아니아 (카우나스를 수도로), 폴란드인 거주 중앙리투아니아 (빌뉴스를 수도로), 벨라루스인 거주 동리투아니아 (민스크를 수도로)의 세 칸톤으로 나뉘어져 있었다. 다른 칸톤들의 추가적인 발전은 피우수트스키의 연방주의 사상에 반대하는 폴란드 민족민주주의에 의해 저지되었다.
젤리고프스키의 부대는 계속 진격했다. 도시 동쪽 지역은 저항 없이 점령되었고 리투아니아인들은 서쪽에서 방어했다. 젤리고프스키는 10월 10일 슈벤초니스와 루드닌카이, 10월 11일 네멘치네, 10월 13일 렌트바리스, 10월 15일 리카탄스를 점령했다. 네리스강 남쪽(왼쪽) 전선은 어느 정도 안정되었지만, 네리스강 북쪽(오른쪽)에서는 전투가 계속되었다. 10월 18일, 리투아니아군은 빌뉴스를 되찾기 위한 실패한 반격을 시작했다. 폴란드 기병대가 리에셰로 기동할 때, 현지 주민들로부터 제1소총사단 사령부의 위치를 알게 되었다. 10월 21일, 기병대는 마을을 급습하여 전체 사령부 (스타시스 나스톱카 포함)를 포로로 잡았다. 지휘관이 없어진 리투아니아인들은 후퇴했고, 폴란드군은 마이시아갈라와 파베르제를 점령했다. 젤리고프스키는 이때 평화 협상을 제안했지만 리투아니아 사령부에 의해 거부되었다. 10월 26일, 또 다른 기병대 기습으로 두빙야이, 기에드라이차이, 젤바를 점령했고 우크메르게를 위협했다. 그러나 리투아니아인들은 반격하여 10월 30일 젤바를, 11월 1일 기에드라이차이를 되찾았다. 잠시 동안 전선은 안정되었다.
11월 17일, 반란군들은 대규모 공격을 시작했다. 그들은 시르빈토스-우크메르게-요나바와 기에드라이차이-카바르스카스-케다이냐이를 통해 북쪽에서 도시를 포위하여 카우나스를 점령함으로써 리투아니아의 독립을 위협할 계획이었다. 젤리고프스키 부대는 리투아니아 대대 5개에 비해 폴란드 대대 15개로 약 3배 더 컸다. 한 기병 여단은 두빙야이 근처에서 리투아니아 방어선을 돌파하여 카바르스카스에 도달했고 케다이냐이를 향해 계속 진격했다. 그러나 리투아니아인들은 11월 19일 시르빈토스 근처에서 우크메르게에 대한 공격을 성공적으로 저지했다. 약 200명의 리투아니아인들이 늪을 통해 세 개의 폴란드 대대 후방으로 기동했다. 전방과 후방에서 공격을 받은 약 200명의 폴란드인들은 포로로 잡혔고 다른 이들은 후퇴했다. 리투아니아인들은 계속 공격하여 11월 21일 기에드라이차이를 점령했다. 같은 날, 국제연맹의 압력으로 휴전이 체결되었다. 케다이냐이에서 밀려나고 주력군으로부터 차단된 폴란드 기병 여단은 라미갈라–트로슈쿠나이–안드리오니슈키스–레리우나이를 통해 후퇴하여 11월 24일에야 젤리고프스키의 다른 부대와 재합류했다.

### 중재 및 외교적 조치
1920년 10월 11일, 파리의 리투아니아 특사 오스카르 밀로시는 국제연맹에 폴란드와의 재개된 분쟁에 개입해 줄 것을 요청했다. 10월 14일, 국제연맹 의장 레옹 부르주아는 침략을 규탄하고 폴란드 부대가 철수할 것을 요청하는 문서를 발표했다. 런던의 정치인들은 폴란드를 국제연맹에서 추방하는 것까지 고려했다. 국제연맹이 10월 26일-28일 양측의 주장을 들었을 때, 폴란드 특사 시몬 아스케나지는 중재할 폴란드와 리투아니아 간의 분쟁은 없다고 주장했다. 그는 이전 분쟁은 10월 7일 리투아니아와, 10월 12일 소비에트 러시아와 휴전 협정 체결로 끝났으며, 새로운 분쟁은 폴란드 사령부의 승인 없이 행동했지만 폴란드 전체 국민의 도덕적 지지를 받은 젤리고프스키에 의해 발생했다고 주장했다. 리투아니아 특사 아우구스티나스 볼데마라스는 폴란드가 반란을 조작했으며 폴란드에 대한 엄격한 제재를 요구했다. 국제연맹은 젤리고프스키의 행동을 승인하기를 거부했다. 국제연맹은 분쟁 지역에서 국민투표를 실시할 것을 제안했다. 11월 6일과 7일, 양측은 동의했고 리투아니아인들은 준비 작업을 시작했다.
11월 19일, 젤리고프스키는 샤르디니가 이끄는 통제 위원회에 적대 행위를 중단할 것을 제안했다. 리투아니아인들은 동의했고 11월 21일 휴전이 체결되었다. 나중에 이 사건은 리투아니아 해설가들에게 리투아니아군이 당시 전선에서 주도권을 잡고 빌뉴스로 진격할 기회가 있었음에도 불구하고 비판받았다. 그러나 리투아니아인들은 국제연맹이 자신들에게 유리하게 분쟁을 해결할 것이라고 믿었으며 빌뉴스 공격 시 정규 폴란드군이 젤리고프스키 부대를 증원하기 위해 도착할 것을 우려했다.
통제 위원회의 중재 아래 더 영구적인 휴전을 위한 협상이 11월 27일 카우나스에서 시작되었다. 리투아니아는 젤리고프스키와 직접 협상하는 것을 그의 행동을 합법화하는 것으로 간주하여 동의하지 않았다. 따라서 폴란드가 중재자로 나섰다. 리투아니아는 협상을 수바우키 협정의 맥락으로 되돌릴 수 있기를 희망하여 동의했다. 폴란드인들은 젤리고프스키 부대의 철수를 거부했다. 경계선에 관한 어떤 합의도 이루어질 수 없었다. 1920년 11월 29일, 11월 30일에 적대 행위를 중단하고, 통제 위원회에 6km 폭의 중립 지대 설정 및 포로 교환을 위임하기로 합의했다. 중립 지대는 1923년 2월까지 존재했다.

## 여파

1926년 카리스 신문의 "세상이여! 빌뉴스 없이 우리는 쉬지 않으리!"라는 제목의 기사

이 전쟁의 결과, 리투아니아는 폴란드와 그 꼭두각시 국가인 중앙 리투아니아에 대항하여 독립을 지켰지만, 영토의 3분의 1과 수도를 잃었다. 종전 평화 조약이 체결되지 않아 이 문제는 전간기 내내 해결되지 않았고, 리투아니아-폴란드 관계는 1938년 리투아니아 폴란드 최후통첩까지 단절되었다. 1920년-1939년 리투아니아와 폴란드는 주로 포슈선을 따르는 경계선으로 분리되었는데, 이는 빌뉴스와 수바우키 지역이 폴란드의 지배를 받았다는 것을 의미한다.
1921년 3월, 국민투표 계획은 포기되었다. 리투아니아는 부정적인 결과를 두려워했고, 폴란드는 현상 유지를 바꿀 이유가 없다고 보았기 때문에 어느 쪽도 국민투표를 원하지 않았다. 양측은 투표를 실시할 영토와 젤리고프스키 부대가 국제연맹군으로 어떻게 대체될지에 대해 합의할 수 없었다. 국제연맹은 빌뉴스 지역의 좁은 영토 분쟁 해결에서 벗어나 폴란드와 리투아니아 간의 근본적인 관계를 형성하려고 시도했다. 1921년, 벨기에의 폴 이만스는 몇 가지 폴란드-리투아니아 연방 모델을 제안했지만, 양측 모두 거부했다. 1922년 1월, 빌노 의회 (세임 빌렌스키) 의회 선거에서 폴란드인이 압도적인 승리를 거두었다. 1922년 2월 20일 첫 회기에서 의회는 빌노 지역과 그 후 주로서 폴란드 편입을 의결했다. 폴란드 세임은 의회의 결의를 수락했다. 국제연맹은 분쟁 중재 노력을 중단했다. 1923년 1월 리투아니아인들이 클라이페다 지역을 장악한 후, 국제연맹은 클라이페다에서 리투아니아의 이익을 인정하는 것을 빌뉴스 상실에 대한 적절한 보상으로 간주했다. 국제연맹은 1923년 2월 중립 지대를 분할하고 경계선을 설정함으로써 현상 유지를 받아들였으며, 이는 1923년 3월 공식적인 폴란드-리투아니아 국경으로 인정되었다. 리투아니아는 이 국경을 인정하지 않았다.
일부 역사가들, 특히 알프레드 E. 센은 폴란드가 소비에트-폴란드 전쟁에서 승리하지 못했다면 리투아니아는 소비에트의 침공을 받아 20년간의 독립을 경험하지 못했을 것이라고 주장했다. 1920년 소비에트-리투아니아 평화 조약에도 불구하고 리투아니아는 1920년 여름 소비에트의 침공으로 강제 합병될 위기에 처했지만, 폴란드의 승리만이 그 계획을 좌절시켰다.
빌뉴스를 둘러싼 분쟁은 리투아니아와 폴란드의 가장 큰 외교 정책 문제 중 하나로 남았다. 리투아니아는 폴란드와의 모든 외교 관계를 단절하고 빌누스에 대한 폴란드의 통제를 데 팍토로라도 인정하는 어떤 행동도 거부했다. 예를 들어, 리투아니아는 1925년 정교협약이 빌노에 교구 관구를 설립함으로써 폴란드의 도시에 대한 주장을 인정하자 성좌와의 외교 관계를 단절했다. 폴란드는 이 지역에 대한 어떤 분쟁의 존재도 공식적으로 인정하기를 거부했는데, 이는 리투아니아의 주장에 정당성을 부여할 것이기 때문이었다. 철도 교통과 전신선은 국경을 넘을 수 없었고, 우편 서비스는 복잡했다. 예를 들어, 폴란드에서 리투아니아로 보내는 편지는 중립국으로 보내져 폴란드 흔적을 제거하기 위해 새 봉투에 다시 포장된 후에야 리투아니아로 배달될 수 있었다. 관계 정상화를 위한 여러 시도에도 불구하고 "전쟁도 평화도 아닌" 상황은 폴란드가 1938년 최후통첩을 발행하여 외교 관계 재수립을 요구할 때까지 지속되었다. 이러한 긴장 관계는 유제프 피우수트스키의 미엥지모제 연방이 결코 형성되지 못한 이유 중 하나였다. 소비에트군은 1939년 9월 폴란드 침공 이후 빌뉴스를 리투아니아에 넘겨주었다.

## 같이 보기
- 민주주의 국가 간 전쟁 목록

## 내용주
1. ↑  폴란드와 리투아니아의 영유권 주장은 과거 빌나, 그로드노, 수발키 현의 일부에서 겹쳤다.[3]
2. ↑  리투아니아 정부는 1918년 11월 빌뉴스에 설립되었고[12] 리투아니아군을 조직하려는 시도가 있었다.[13][14] 1919년 1월 2일, 리투아니아 정부와 타리바는 도시를 비웠고,[15] 같은 날 독일군은 빌뉴스의 통제권을 현지 폴란드인에게 넘겼다.[16][15] 폴란드군은 며칠 후인 1월 5일에 빌뉴스를 붉은 군대에게 잃었다.[7] 폴란드군은 1919년 4월 볼셰비키로부터 도시를 탈환했고 1920년 7월까지 폴란드의 통제하에 있었다.[17][18]
3. ↑  "1920년 10월 9일 젤리고프스키는 약 15,000명의 병력을 이끌고 빌노에 진입했다. 리투아니아군은 저항하지 않았고, 도시의 폴란드 인구는 군대를 환영했다."[186]

## 참고 자료
- 알리샤우스카스, 카지스 (1968). 〈리투아니아군 (1918–1944)〉. 《리투아니아어 백과사전》 (리투아니아어) XV. 매사추세츠주 보스턴: 리투아니아어 백과사전 출판사. OCLC 14547758.
- Balkelis, Tomas (2018).  게르바르트, 로베르트, 편집. 《리투아니아의 전쟁, 혁명, 국가 건설, 1914-1923》. 옥스퍼드 대학교 출판부. ISBN 9780199668021. OCLC 1039838658.
- Borzęcki, Jerzy (2008). 《1921년 소련-폴란드 평화와 전간기 유럽의 형성》. 예일 대학교 출판부. ISBN 978-0-300-12121-6.
- Eidintas, 알폰사스; 잘리스, 비타우타스; 센, 알프레드 에리히 (1999).  투스케니스, 에드바르다스, 편집. 《유럽 정치 속의 리투아니아: 제1공화국 시대, 1918-1940》 페이퍼백판. 뉴욕: 세인트 마틴스 프레스. ISBN 0-312-22458-3.
- Gerutis, 알베르타스 (1984). 〈독립 리투아니아〉.   게루티스, 알베르타스. 《리투아니아: 700년》. 알기르다스 부드레키스 번역 6판. 뉴욕: 매니랜드 북스. ISBN 0-87141-028-1. LCCN 75-80057.
- 레인, 토마스 A. (2001). 《리투아니아: 서쪽으로 발걸음을 옮기다》. 루틀리지. ISBN 0-415-26731-5.
- Lesčius, 비타우타스 (2004). 《독립 투쟁의 리투아니아군 1918–1920》 (PDF) (리투아니아어). 빌뉴스: 빌뉴스 대학교, 제네롤로 요노 제마이치오 리투아니아 카로 아카데미아. ISBN 9955-423-23-4.
- Łossowski, Piotr (1966). 《폴란드-리투아니아 관계 1918–1920》 (폴란드어). 바르샤바: 크샨슈카 이 비에자. OCLC 9200888.
- Łossowski, Piotr (1996). 《폴란드-리투아니아 분쟁 1918 - 1920》 (폴란드어). 바르샤바.
- 라우흐, 게오르크 폰 (1970). 《발트해 국가들: 독립의 해》. 캘리포니아 대학교 출판부. ISBN 0-520-02600-4.
- Rudling, 페르 안데르스 (2014년 12월 22일).  해리스, 조나단, 편집. 《벨라루스 민족주의의 부상과 몰락, 1906-1931》. 피츠 러시아 및 동유럽 연구 시리즈. ISBN 978-0-8229-6308-0. OCLC 909236805.
- 센, 알프레드 에리히 (1966). 《열강: 리투아니아와 빌나 문제, 1920–1928》. 동유럽 역사 연구. 브릴 아카이브. LCCN 67086623.
- 센, 알프레드 에리히 (1975) [1959]. 《현대 리투아니아의 부상》. 그린우드 프레스. ISBN 0-8371-7780-4.
- Srebrakowski, 알렉산더 (2001). 《1920년 사건을 배경으로 한 폴란드-리투아니아 분쟁》 (PDF) (폴란드어). 2019년 3월 3일에 원본 문서 (PDF)에서 보존된 문서.
- 스나이더, 티머시 (2003). 《국가의 재건: 폴란드, 우크라이나, 리투아니아, 벨라루스, 1569–1999》. 예일 대학교 출판부. ISBN 0-300-10586-X.
- 빌켈리스, 긴타라스 (2006). 《국제연맹에서의 리투아니아와 폴란드 관계》 (리투아니아어). 베르수스 아우레우스. ISBN 9955-601-92-2.
- 비슈첼스키, 레흐 (2008). 《빌노 1919-1920》 (폴란드어). 바르샤바: 벨로나. ISBN 978-83-11-11249-0.
- Budreckis, 알기르다스 (11월 1963). 《리투아니아군 창설》 (PDF). 《카리스》 (리투아니아어) 9.